# 四日市市歌
「四日市市歌」（よっかいちしか）は、三重県四日市市が制定した市歌である。以下の2代が存在する。
1. 1935年（昭和10年）制定。作詞・米富貢、作曲・岡野貞一。
2. 1957年（昭和32年）制定。作詞・佐佐木信綱、作曲・伊藤亘行。

現在の市歌は2. である。

## 解説
初代市歌で「続く工場の煙立ち」、現市歌で「工場の煙絶え間なき」と、いずれも2番で四日市ぜんそくの原因となったコンビナートからの煤煙を想起させる歌詞が含まれているがコンビナートの操業開始は2代目市歌制定の2年後であり、2012年（平成24年）の市議会において市側は「工場の煙というのは、萬古焼の工場の煙ではないかというふうに思われます」と答弁している。

### 初代
初代の「四日市市歌」は1935年（昭和10年）、市内に本社を置いていた三重日日新聞および勢州毎日新聞の合同事業による選定を経て、四日市市役所へ寄贈されたものである。文学博士の佐佐木信綱と文部省図書局長の芝田徹心が選者に迎えられ、入選作の決定後に東京音楽学校を通じて岡野貞一が作曲を手掛けた。
また、三重日日・勢州毎日の両紙では市歌と併せて西條八十の作詞、佐々木俊一の作曲により「四日市音頭」を選定している。

### 2代目
2代目の現行「四日市市歌」は1957年（昭和32年）の市制60周年を記念して制定されたもので、作詞は懸賞募集に拠らず初代市歌の審査委員であった佐佐木へ依頼されたものである。作曲は東京音楽学校の後身に当たる東京芸術大学教授の伊藤に依頼され、ビクターレコードが製造したSP盤（規格品番：PR1419）では作曲者の伊藤自身が創唱を吹き込んだ。同じレコードのB面では佐伯孝夫の作詞、吉田正の作曲による「新四日市音頭」が三浦洸一と喜久丸の歌唱で収録されている。
四日市市は2005年（平成17年）に三重郡楠町を編入合併したが、合併協議会において市歌の扱いに関する取り決めは特に行われておらず「四日市市歌」がそのまま存続している。四日市市役所では市歌の演奏機会について「大四日市まつり等で使用」とする。